# لوئیس داهر
لوئیس داهر (انگلیسی: Luis Daher؛ زادهٔ ۲۵ فوریهٔ ۱۹۹۲) بازیکن فوتبال اهل آرژانتین است.
از باشگاه‌هایی که در آن بازی کرده‌است می‌توان به باشگاه فوتبال گودوی کروز اشاره کرد.